# Malstanäs

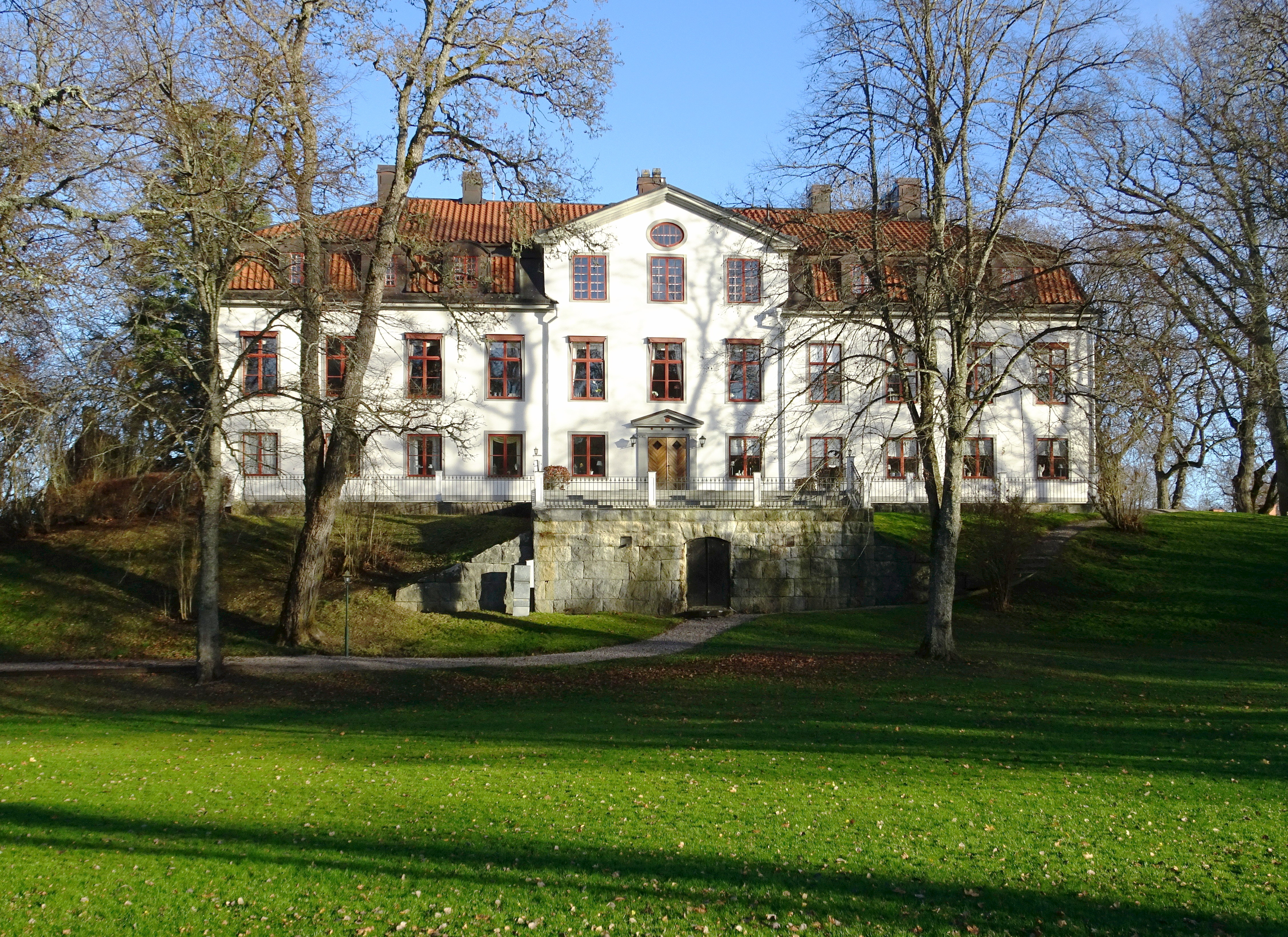
Malstanäs huvudbyggnad, fasad mot väster, november 2021.

Malstanäs (Mahlstanäs i 1825 års jordebok) är en herrgård och ett tidigare säteri i Forssa socken i Flens kommun i Södermanland. Gårdens huvudbebyggelse ligger vid en av sjön Urens vikar ungefär 7,6 kilometer sydost om Flen. Enligt kommunen representerar miljön en välbevarad herrgårdsanläggning med prägel från 1800-talets mitt.

## Historik

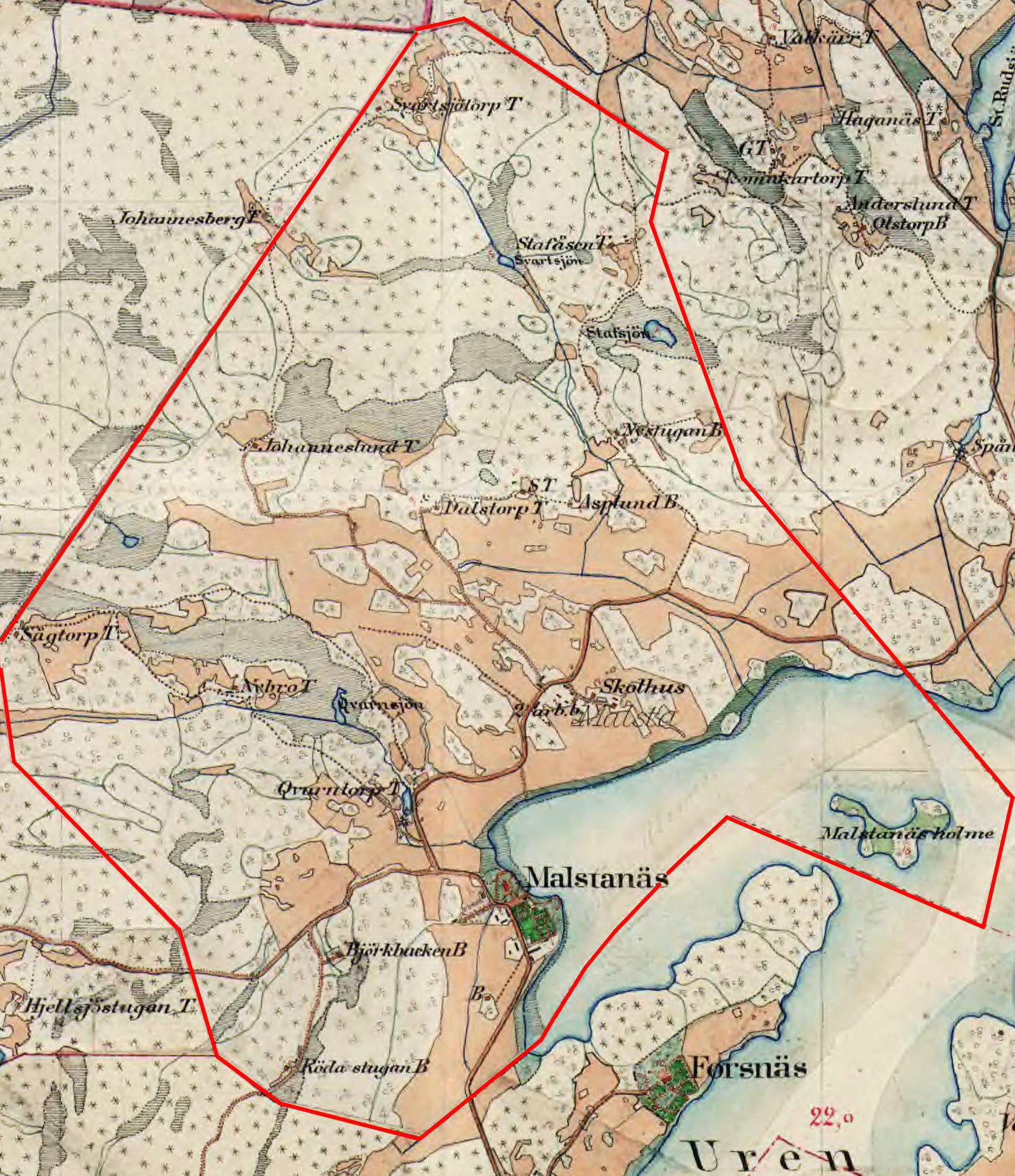
Malstanäs på karta 1890-talet.

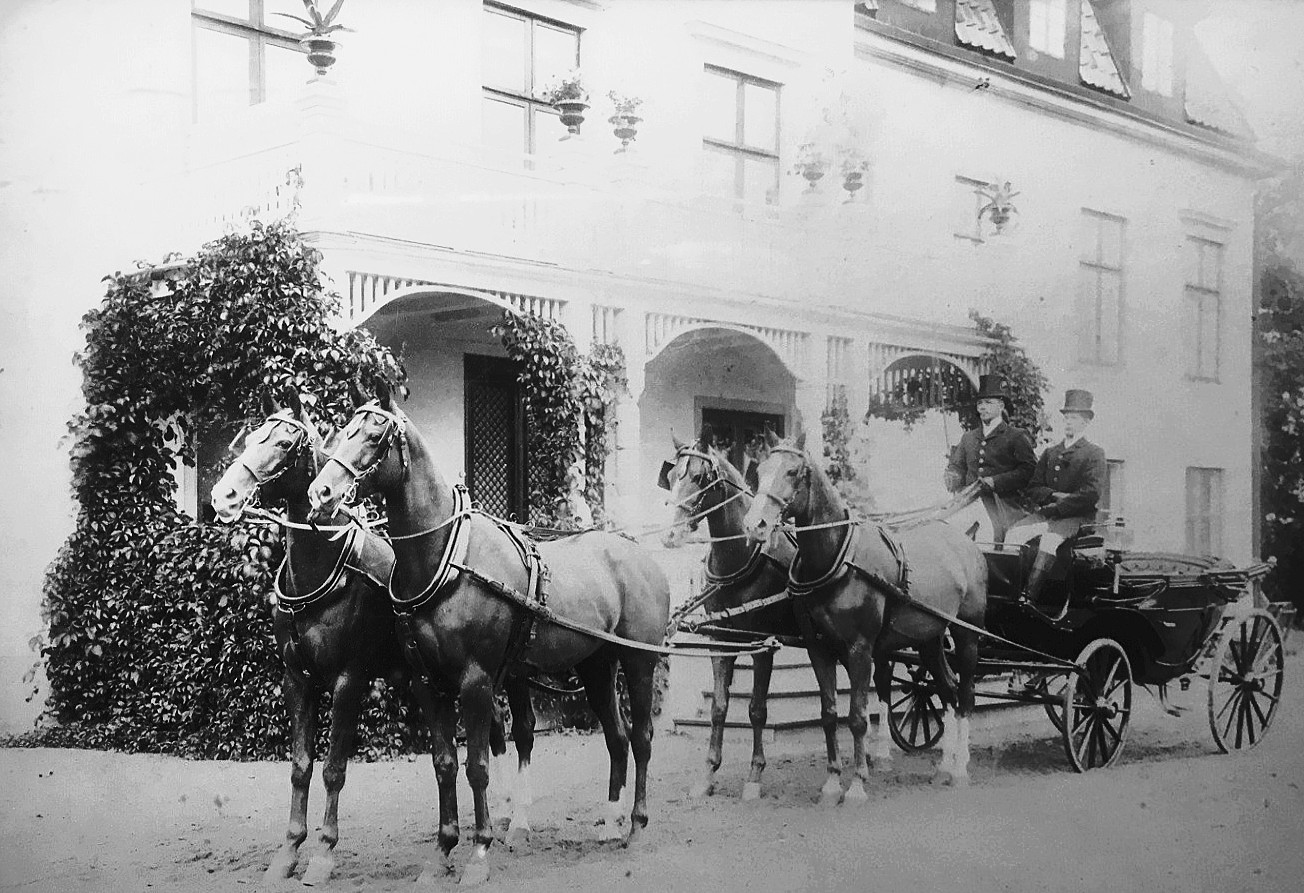
Hästspann framför huvudbyggnaden.

Namnet är bildat efter två byar i Forssa socken, Malsta och Näs. Malsta hette ursprungligen Malmsta (”malm” betyder grus) och ”näset” syftar på en grusås vilken utgör en halvö i sjön Uren. Stället omnämns i skrift första gången 1381 (Scrifwat j malmstanæs).
Under början av 1600-talet tillhörde Malstanäs Lage Arvidsson Posse av adelsätten Posse. Ett säteri bildades 1649 av friherren och ståthållaren i Finland Jöns Kurck. Hans äldsta dotter, Kerstin Jönsdotter Kurck (född 1617), avled här 1688 som framgår av inskriptionen på hennes likkista i Åbo domkyrka. Efter henne gick egendomen till kommerserådet Niclas Preuss, adlad von Preutz (1639-1696) vilken förvärvat den från Märta Jönsdotter Kurck (1636-1698), som var Jöns Kurcks yngsta dotter och änka efter vicepresidenten Arvid Ivarson.
Genom Niclas von Preutz dotter, Brita Margareta (1674-1750), kom Malstanäs till lagmannen Magnus Magnusson Schiller, adlad Palmstierna (1666-1716) och med dennes dotter Catarina Margareta (1697-1791) gick gården vidare till kaptenen och riddaren av Svärdsorden, Carl Folcker, adlad von Ehrenclou (1694-1761). Han var bland annat med i Slaget vid Gadebusch. Hustrun behöll Malstanäs till sin död 1791. Efter Catarina Margaretas död ärvdes Malstanäs av dottern Brita Christina von Ehrenclou (1723-1810). Hon var gift med kapten Johan Thoril Lillienstrahl (född 1696) och blev efter hans död 1761 ensam ägare till Malstanäs där hon avled 1810. Hon begravdes i den von Ehrenclouska eller Palmstiernska graven i Forssa kyrka.
Bland senare ägare kan nämnas friherre Wachtmeister (1816) och kammarherre Sten Leijonhufvud som ägde Malstanäs efter 1820 och in på 1850-talet. Han lät även uppföra en ny huvudbyggnad. Hans äldsta dotter Anne-Madelaine föddes på Malstanäs 1822 och gifte sig där 1849 med greve Axel Löwen (1807-1875). År 1861 uppges possessionaten Gabriel Wilhelm Julius Forsell som ägare. 1864 sålde han Malstanäs och bosatte sig på närbelägna granngården Forsnäs. Under 1900-talets första decennier ägdes Malstanäs av friherren Gösta Tamm, tillika jordbruksminister. Hans dotter Britta föddes på Malstanäs 1904 och hans hustru  Augusta Adelswärd avled där 1938. Idag bebos och ägs herrgården av familjen Lagerstedt.

### Bebyggelsen

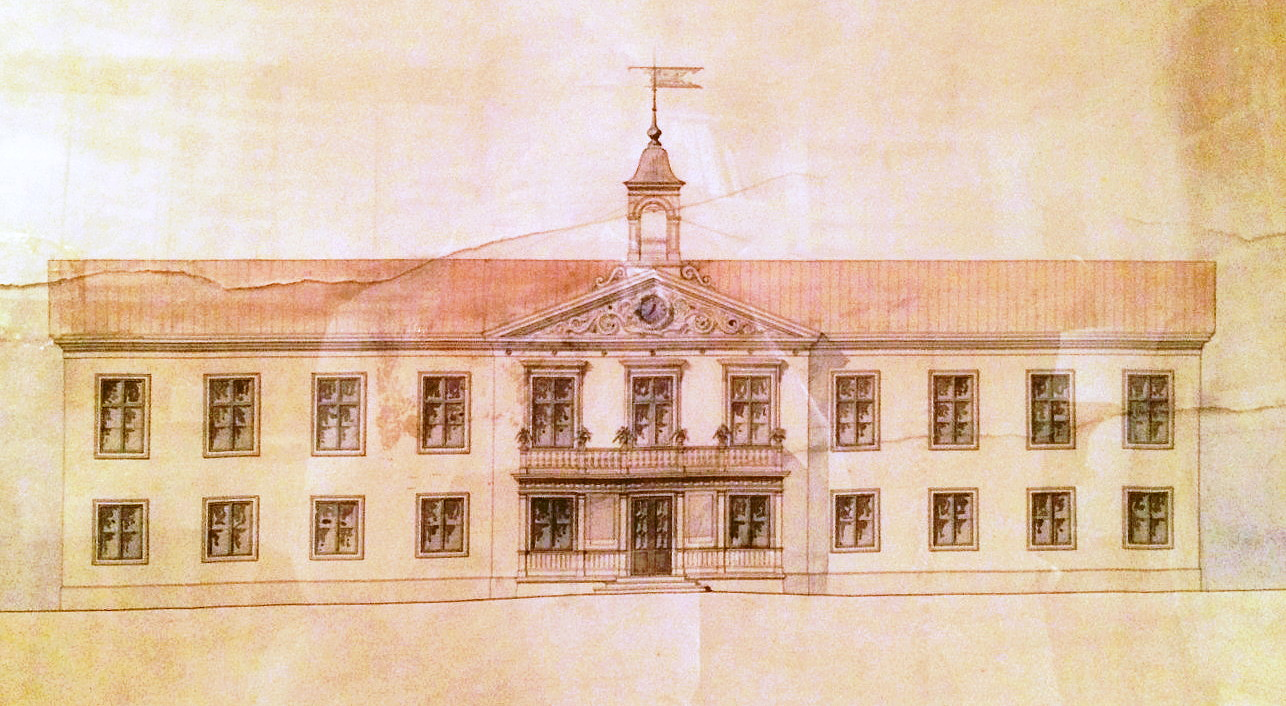
Fasadritning, 1840-talet.

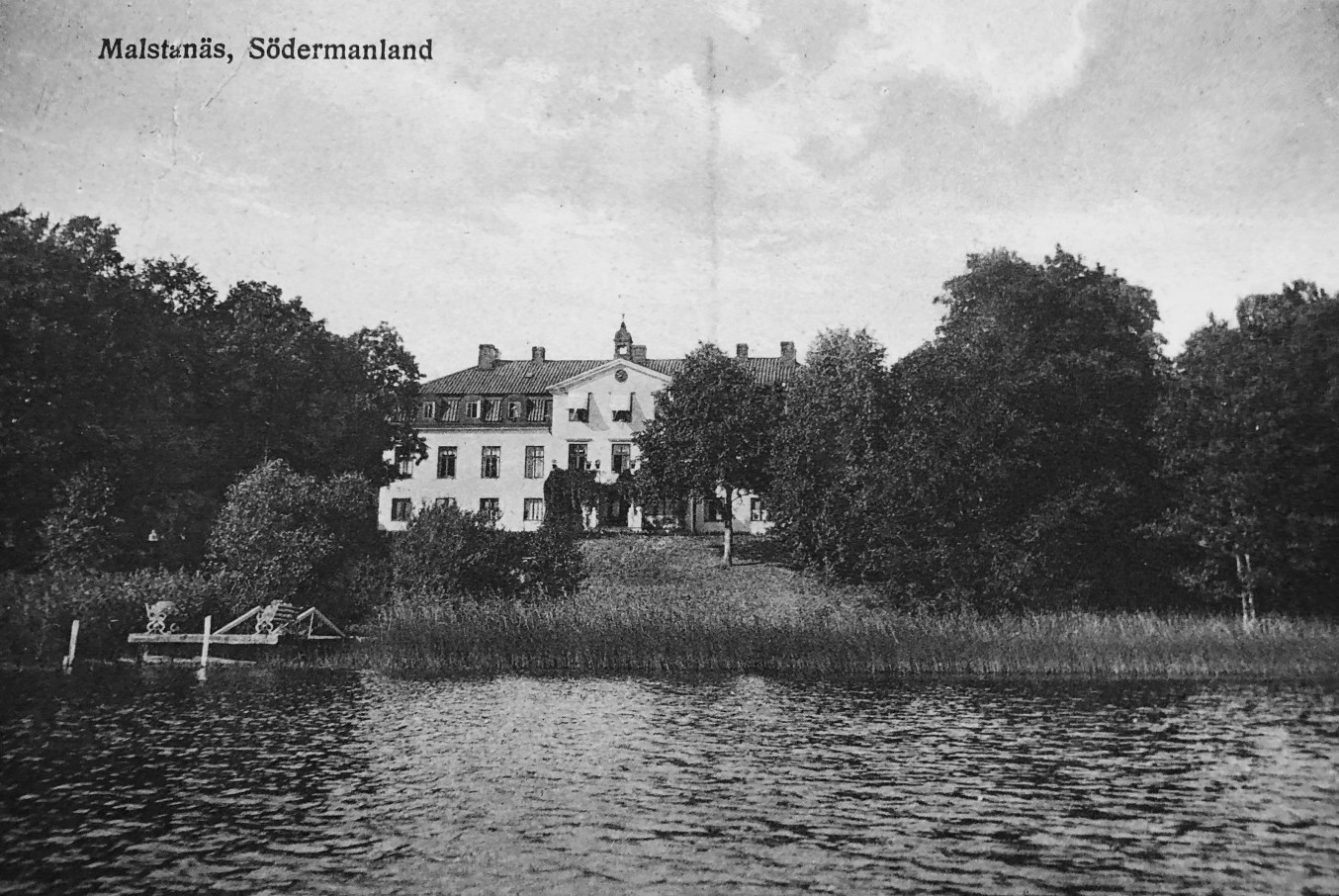
Malstanäs från Uren, äldre vykort.

Malstanäs huvudbebyggelse ligger vackert vid en nordlig vik av sjön Uren. Själva huvudbyggnaden står upphöjd på en mindre kulle, ekonomibyggnaderna och före detta arbetarbostäder grupperades söder därom. Nuvarande corps de logi uppfördes troligen på 1840-talet under Sten Leijonhufvuds tid. Byggnaden har en stomme av trä med reveterade fasader och frontespiser på båda långsidorna. En samtida fasadritning visar huvudbyggnaden med två våningar under ett tornprydd sadeltak. 
En omfattande ombyggnad av huvudbyggnaden utfördes 1905 när Gösta Tamm var ägare. Han anlitade arkitekt Sigge Cronstedt som gav huset sitt nuvarande utseende. Då tillkom bland annat en tredje våning under det höga valmade och brutna taket och frontespiserna höjdes med en våning.
Söder om huvudbyggnaden ligger ekonomigården med tre huslängor uppförda från 1840 till 1860 i timmer och vitmålade. Vid den tresidiga ekonomigården ligger även ett magasin och ett äldre bostadshus ditflyttat från den äldre mangården. Byggnaden kan härstamma från 1600-talet. I huset återfinns delar av ett målat tak, vars svarta dekorationer härstammar från rokoko. Till miljön hör även flera vitmålade och putsade arbetarbostäder från 1800-talet.

### Gårdens ägor
På 1870-talet omfattade egendomen 4 000 tunnland (knappt 2 000 hektar) därav cirka 800 tunnland åker och äng och 2 000 tunnland skog samt resten hagar, betes- och odlingsmark. Gårdens ägor sträckte sig huvudsakligen norr om huvudbebyggelsen och inkluderade även en del av sjön Uren med ön Malstanäs holme (idag Malstaön). Till egendomen hörde 20 torp, en kalkugn samt vattenkvarn med såg. Under lång tid och fram till 1864 ingick även Forsnäs i Malstanäs ägor. På gården bedrivs blandat jordbruk och skogsbruk samt uthyrningsverksamhet.

### Bilder

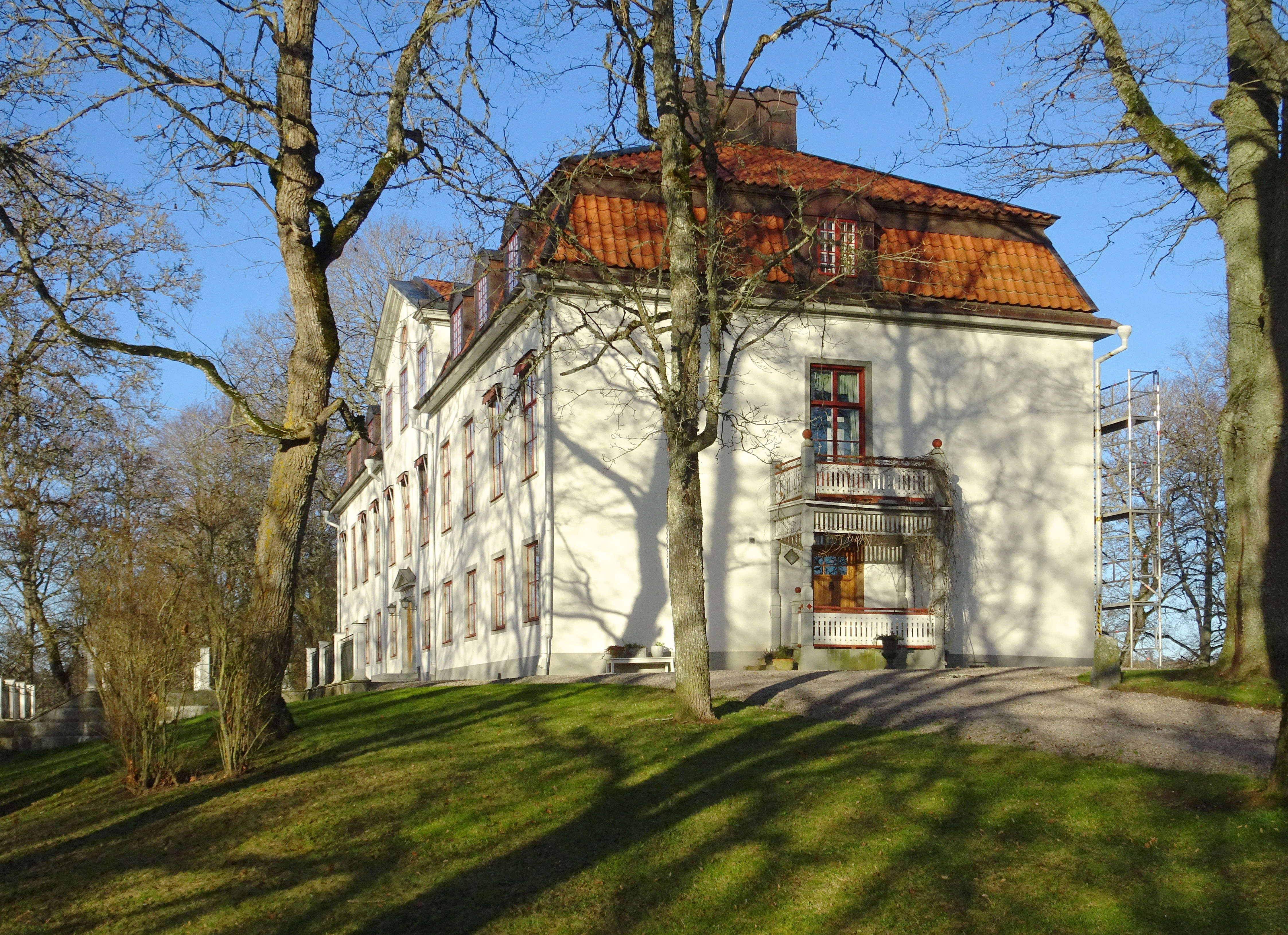
Huvudbyggnaden, gaveln mot söder.
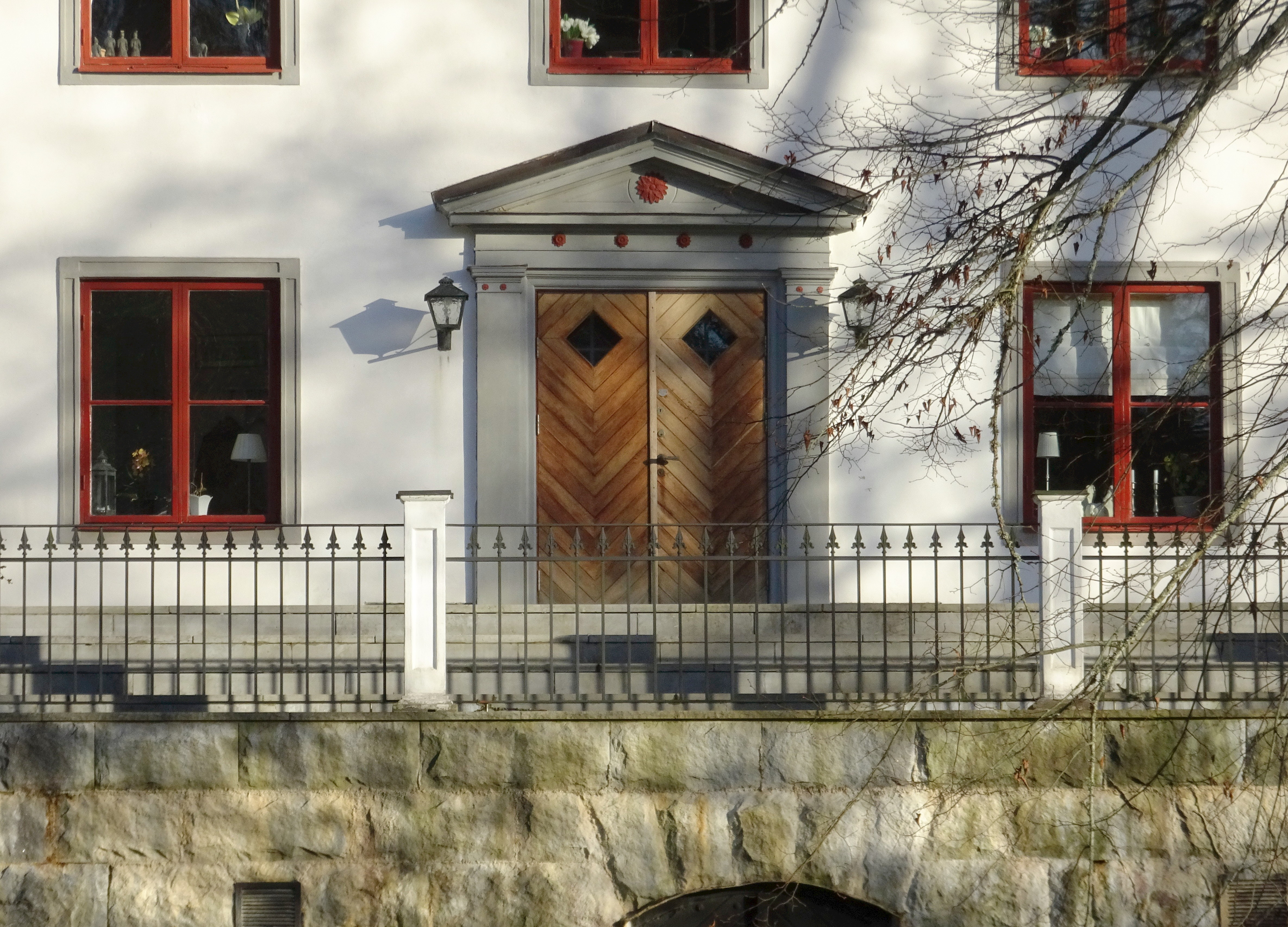
Västra entrén.
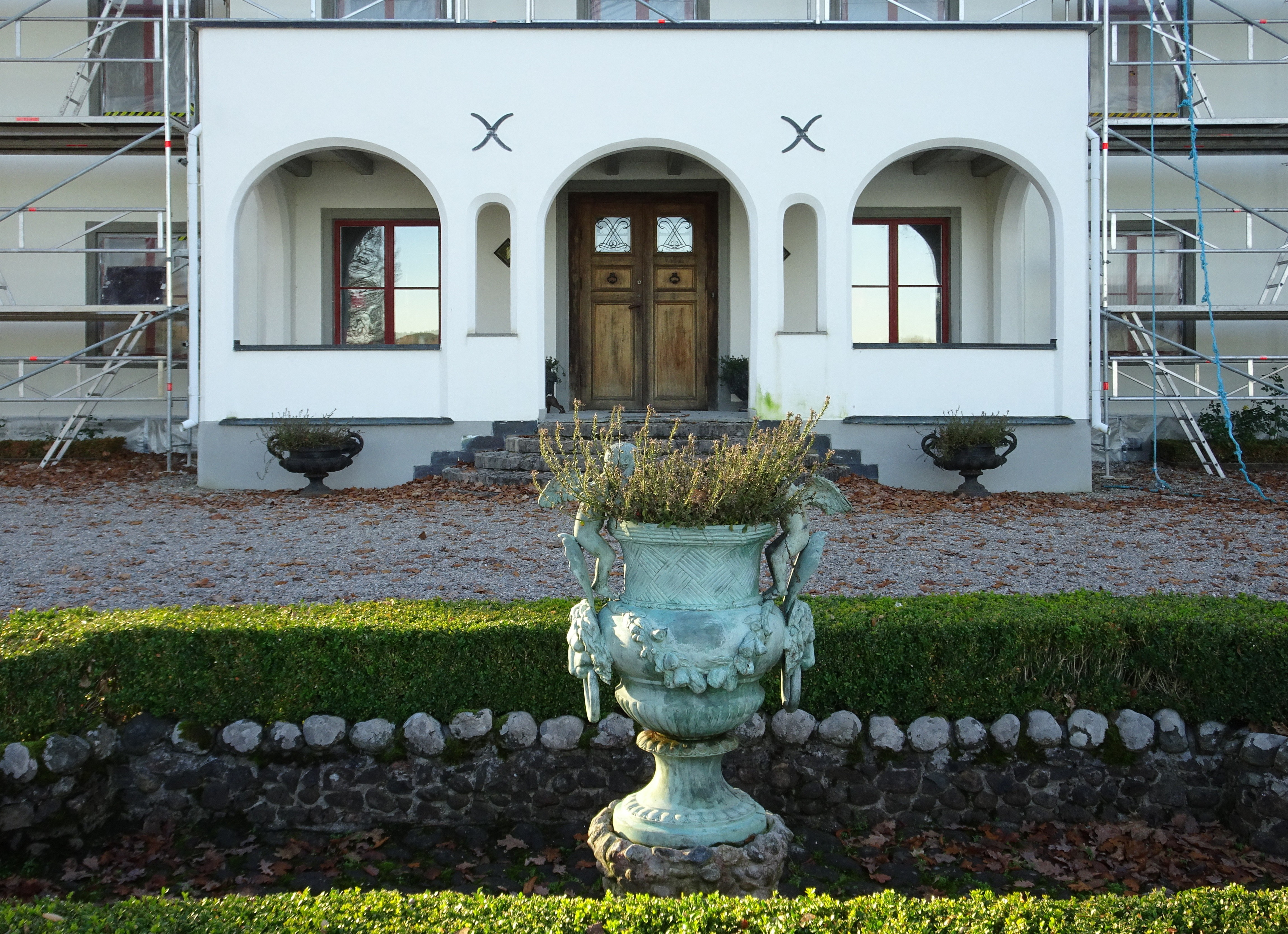
Loggian med östra entrén.
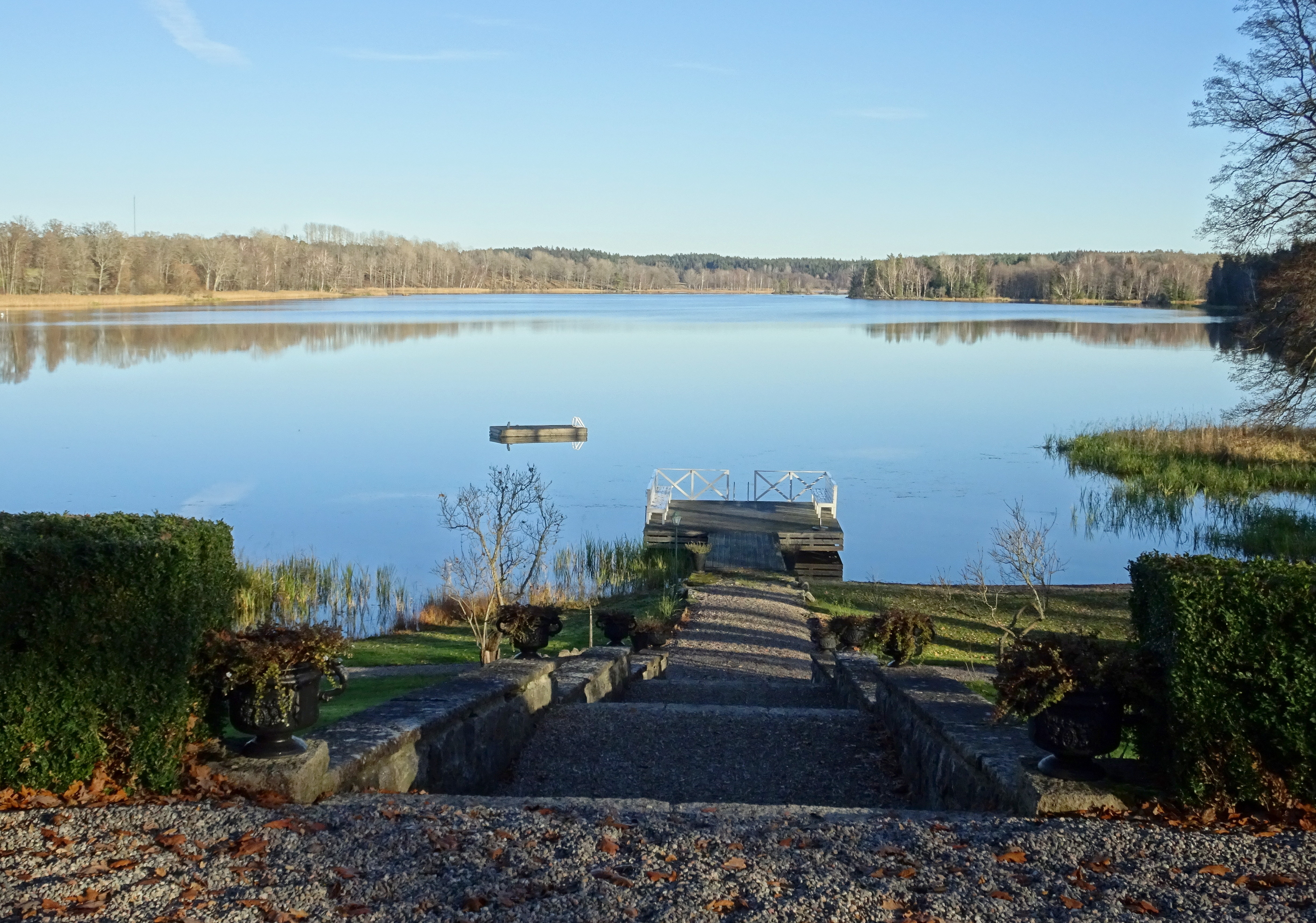
Trädgården ner till Uren.

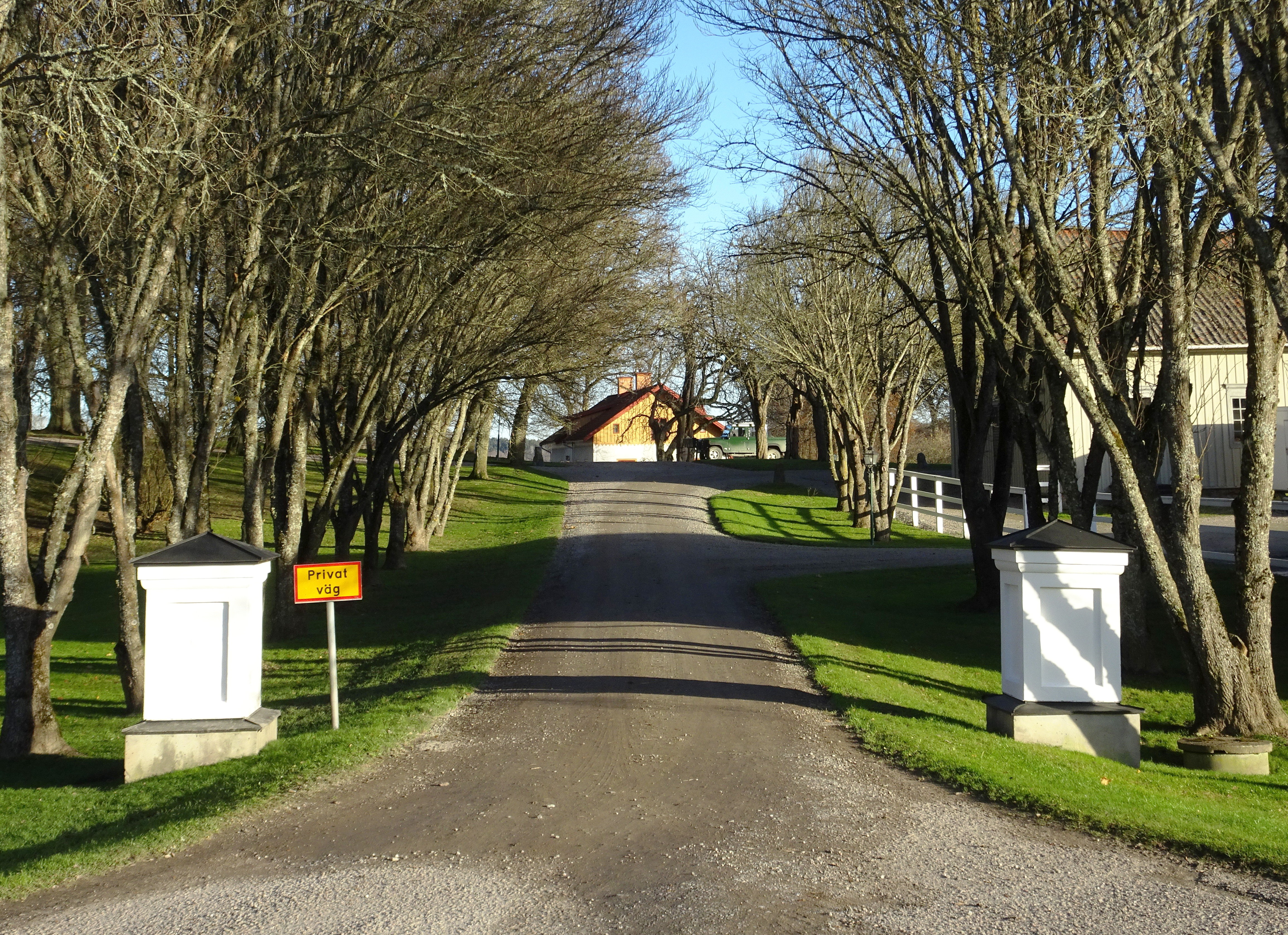
Infarten.
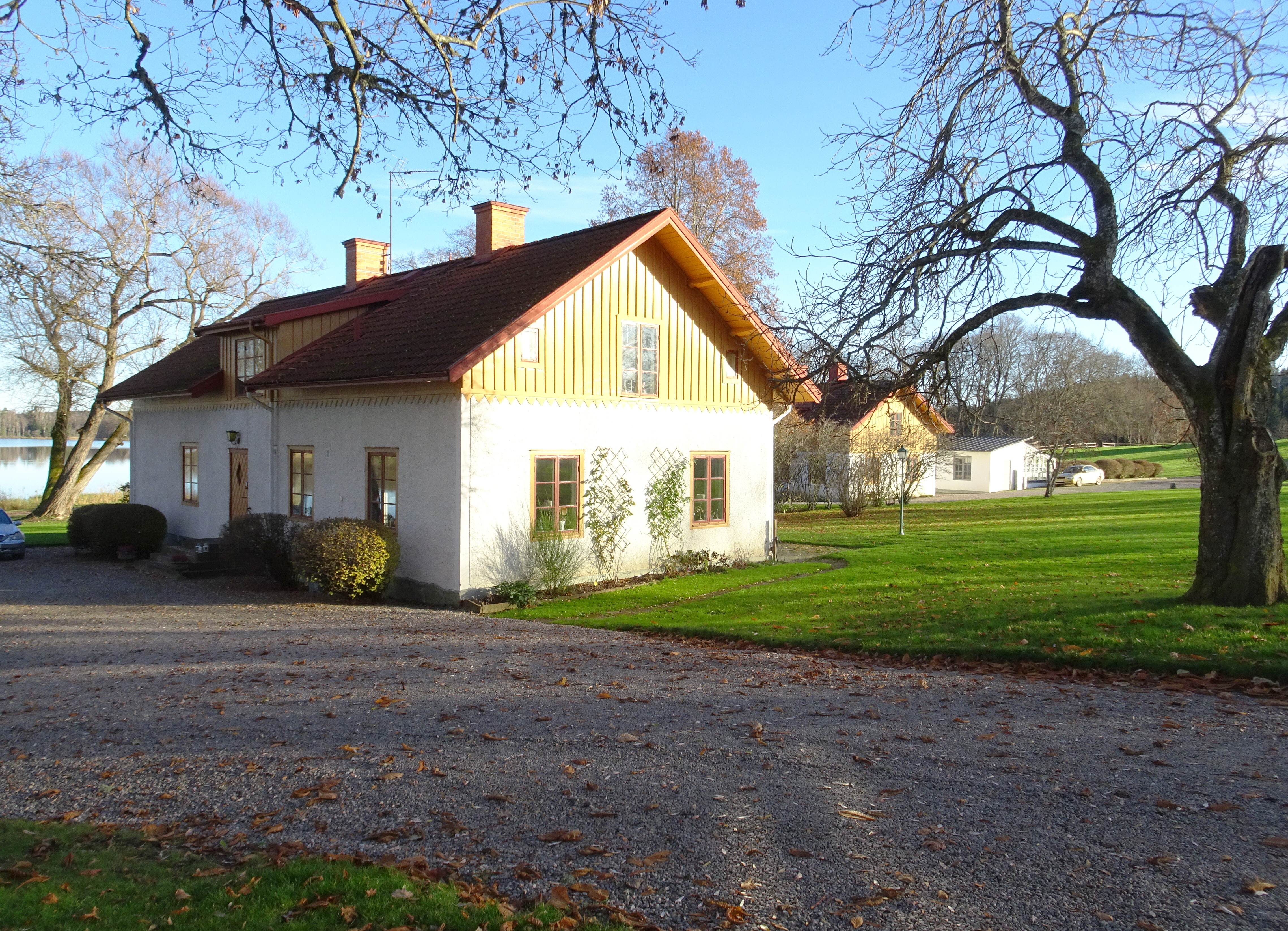
Arbetarbostäder från 1800-talet.
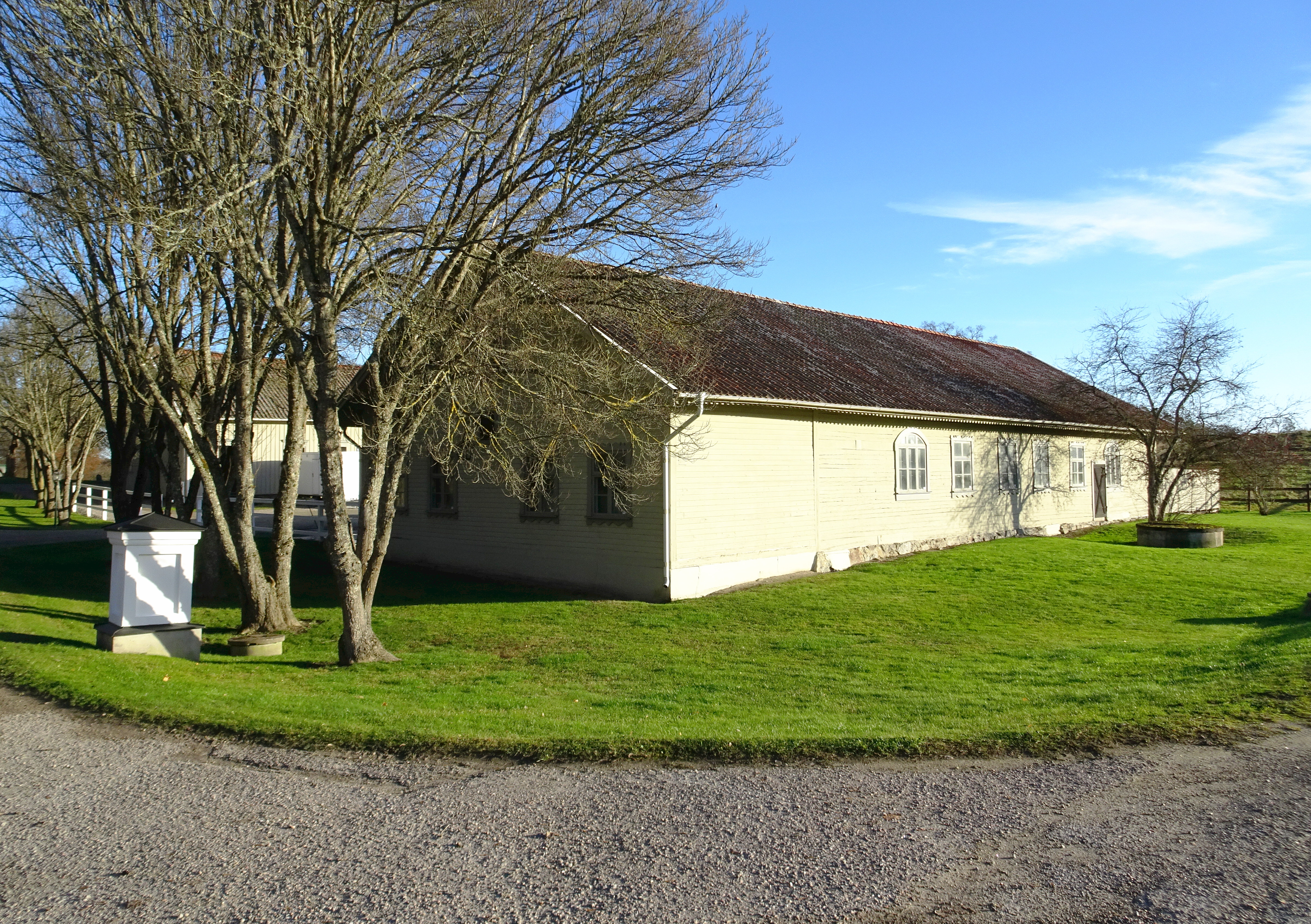
Stora ladugården.
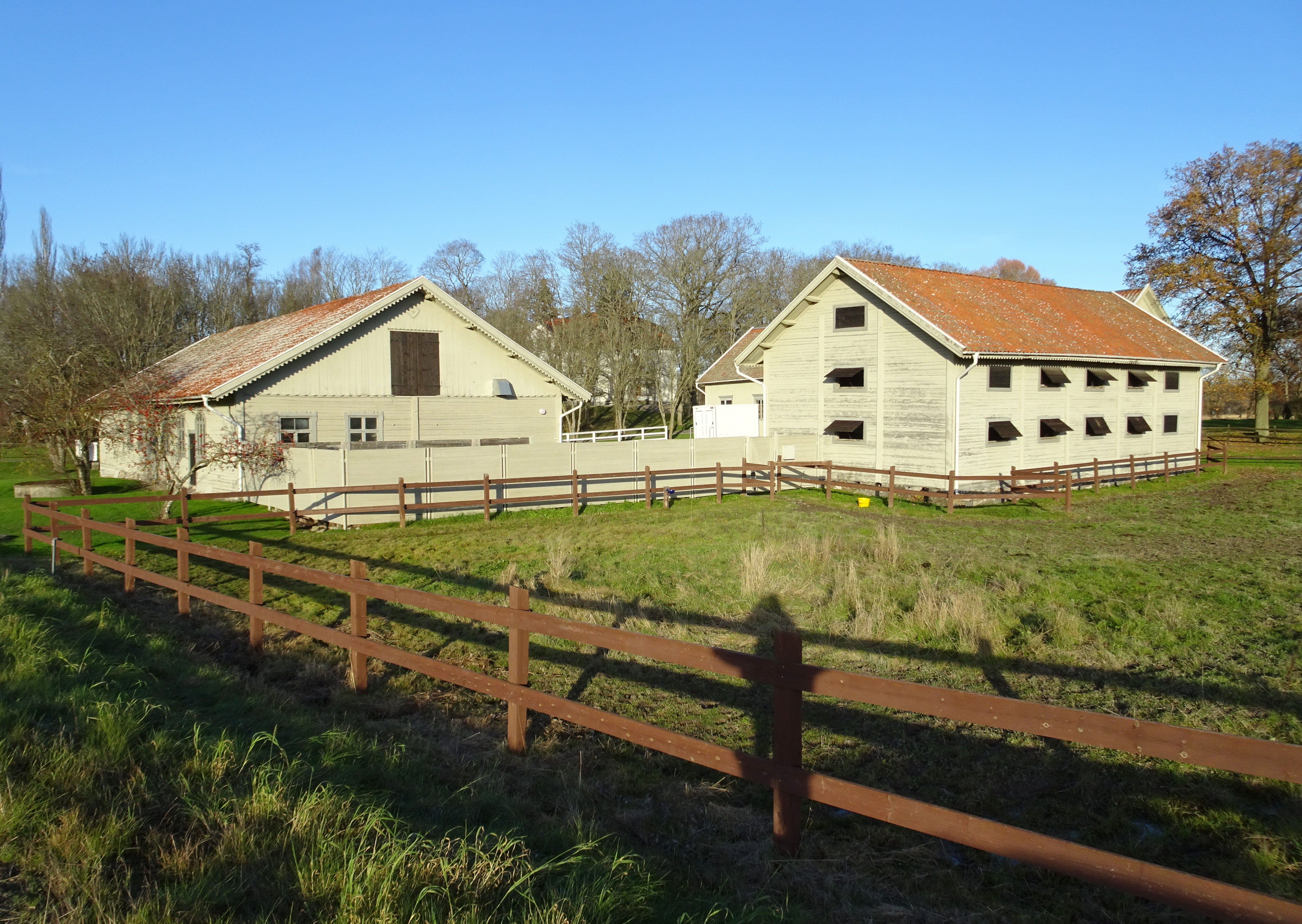
Ekonomigården.